# Homenaje a Gabriela Mistral y los trabajadores del salitre
El Homenaje a Gabriela Mistral y los trabajadores del salitre es un mural pintado en fresco realizado en 1946 por el pintor chileno Fernando Marcos Miranda. Es parte de un grupo de murales hechos en el excolegio Rebeca Catalán Vargas ubicada en la calle Centenario 1000 en la comuna de San Miguel en Santiago de Chile, donde antiguamente se encontraba la Ciudad del Niño. 
Los murales fueron declarados Monumento Nacional de Chile en la categoría Monumentos Históricos, mediante el decreto n° 76, del 22 de marzo de 2016.

## Historia de la obra

### Orígenes
La Ciudad del niño fue construida en 1943 durante la presidencia de Juan Antonio Ríos, influenciada por la idea de Boys Town en Estados Unidos. Este sitio fue el centro de acogida de niños con riesgo social, estando a cargo de la Fundación Consejo de Defensa del Niño (CODENI). Este proyecto estaba construido con varios elementos que la convertían en una pequeña ciudad: calles, parques, iglesias, escuelas, teatros, canchas de juegos y casas para los niños. En la ciudad llegaron a vivir 1100 niños.
En 1944 se comenzó a construir el Colegio de la Ciudad del niño con los diseños del arquitecto José Aracena y la asistencia de la Sociedad Constructora de Establecimientos Educacionales.
Entre 1945 y 1946 se comenzaron a realizar cinco murales ubicados al interior del Colegio. La realización del mural fue dirigido por Laureano Guevara, profesor de pintura mural en la Escuela de Bellas Artes de Santiago y realizado por sus alumnos: Osvaldo Reyes, Fernando Marcos y Orlando Silva. Estos artistas más Carmen Cereceda formaron el llamado "Grupo de Pintores Muralistas del Ministerio de Educación".

### Murales
En el Colegio se realizaron murales que representan elementos de la historia y la sociedad chilena:
- 1. "Exaltación de los trabajadores" realizada por Laureano Guevara en 1946, se compone de dos frescos de 170 por 300 centímetros.[1][3]
- 2. "Fresia lanzando a su hijo a los pies de Caupolicán" realizada por Laureano Guevara en 1946, es un fresco de 420 por 300 centímetros.[1][3]
- 3. "La ronda" realizada por Osvaldo Reyes en 1946, es un fresco de 480 por 150 centímetros.[1][3]
- 4. "Los trabajadores del campo" realizada por Orlando Silva en 1946, es un fresco de 590 por 300 centímetros.[1][3]
- 5. "Homenaje a Gabriela Mistral y los trabajadores del salitre" realizada por Fernando Marcos, es un fresco 590 por 300 centímetros.[1][3] Este mural es el primer homenaje en Chile a la poetisa Gabriela Mistral tras obtener el Premio Nobel de Literatura en 1945.[4]

### Estado actual de las obras
La ciudad del niño cerró el 2003, siendo el colegio el único vestigio de las edificaciones hechas en este sitio. Los murales se han conservado como el último vestigio del Grupo de Pintores Muralistas del Ministerio de Educación, pues los trabajos hechos en las escuelas públicas n° 20 y 50 fueron destruidos tras el golpe de Estado de 1973.
El 2015 los cinco murales hechos dentro de la escuela fueron protegidos, al ser declarados monumentos nacionales en la categoría de Monumento Histórico.